# Gailbach (Kainach)
Der Gailbach, auch Geilbach  genannt, ist ein rund 7,7 Kilometer langer, rechter Nebenfluss der Kainach in der Steiermark.

## Verlauf
Der Gailbach entsteht im westlichen Teil der Stadtgemeinde Bärnbach, im zentralen Teil der Katastralgemeinde Piberegg, südöstlich des Hofes Kotter, nordöstlich des Hofes Binder sowie nördlich des Hofes Spannagl. Er fließt im Oberlauf in einem flachen Linksbogen und im Unterlauf flachen und mäandernten Rechtsbogen insgesamt nach Südosten. Im südlichen Teil der Katastralgemeinde Bärnbach und südwestlich der Peter Leitner-Siedlung mündet er etwa 100 Meter westlich der L341 in die Kainach, welche kurz danach nach links abbiegt. Auf einen kurzen Stück seines Laufes bildet der Gailbach die Gemeindegrenze zwischen den Stadtgemeinden Bärnbach und Köflach.
Auf seinem Lauf nimmt der Gailbach drei benannte sowie mehrere kleinere unbenannte Wasserläufe auf.
| Zuläufe und Bauwerke \| Gailbach (Kainach) \| Gailbach (Kainach) \| Gailbach (Kainach) \| \| ------------------ \| ------------------ \| ------------------ \| \| Legende \| \| \| \| Bärnbach \| \| Bärnbach \| \| \| \| \| \| \| \| \| \| Köflach \| \| Köflach \| \| \| \| Kohlbach \| \| \| \| \| \| \| \| Knobelbach \| \| \| \| \| \| Langensackbach \| \| \| \| Bärnbach \| \| Bärnbach \| \| \| \| L347 \| \| Kainach \| \| \| |  |            |
| Gailbach (Kainach) |  |            |
| Legende |  |            |
| Bärnbach |  | Bärnbach   |
| |  |            |
| |  |            |
| Köflach |  | Köflach    |
| |  | Kohlbach   |
| |  |            |
| |  | Knobelbach |
| |  |            |
| Langensackbach |  |            |
| Bärnbach |  | Bärnbach   |
| |  | L347       |
| Kainach |  |            |

## Hochwasserschutz
Zum Schutz gegen Hochwässer wurde am Gailbach im Gemeindegebiet von Köflach im Jahr 2001 ein Rückhaltebecken errichtet, welches aber weiter ausgebaut gehört, da es bei einem Hochwasserereignis bereits übergegangen ist.